# Vidone Lomello
Vidone Lomello (... – 1183?) è stato un vescovo cattolico italiano.
Il nome è riportato nel Concilio Lateranense III del 1179 indetto da papa Alessandro III. Pare abbia vissuto sino all'anno 1183, ma la notizia non è sicura. Alla sua morte gli fu attribuito il titolo di beato dalla popolazione poiché tale fu considerato dai suoi contemporanei. Tale appellativo non venne mai ufficializzato dalla Chiesa cattolica.